# Cu acul și ața
Cu acul și ața este un film românesc din 1966 regizat de Savel Stiopul.